# La família de la Dama Grisa
La família de la Dama Grisa (títol original en anglès, The Good Witch's Family) és una pel·lícula familiar canadenca-estatunidenca del 2011, escrita per G. Ross Parker i dirigida per Craig Pryce. La pel·lícula és protagonitzada per Catherine Bell, Chris Potter, Catherine Disher, Matthew Knight i Paul Miller. La família és la quarta entrega de la sèrie de pel·lícules de la Dama Grisa. La pel·lícula es va estrenar a Hallmark Channel el 29 d'octubre de 2011. S'ha doblat al català central per a TV3.

## Repartiment
- Catherine Bell com a Cassandra "Cassie" Nightingale
- Chris Potter com el cap Jake Russell
- Catherine Disher com a Martha Tinsdale
- Sarah Power com a Abigail Pershing
- Hannah Endicott-Douglas com a Lori Russell
- Matthew Knight com a Brandon Russell
- Rhys Ward com a Wes Maneri
- Noah Cappe com a Derek Sanders
- Paul Miller com a alcalde Tom Tinsdale
- Karen Ivany com a ciutadana Jeannie